# Cavernularia obesa
Cavernularia obesa is een Pennatulaceasoort uit de familie van de Veretillidae. De wetenschappelijke naam van de soort is voor het eerst geldig gepubliceerd in 1850 door Valenciennes in Milne Edwards & Haime.